# Route départementale 213 (Loire-Atlantique)
 (décembre 2015).
Si vous disposez d'ouvrages ou d'articles de référence ou si vous connaissez des sites web de qualité traitant du thème abordé ici, merci de compléter l'article en donnant les références utiles à sa vérifiabilité et en les liant à la section « Notes et références ».
Pour les articles homonymes, voir Route bleue et Route départementale 213.
La route départementale 213, ou RD 213, surnommée la Route bleue, est une route touristique de la Loire-Atlantique reliant Guérande aux Moutiers-en-Retz en desservant La Baule, Saint-Nazaire et Pornic. Elle est à 2×2 voies sur la quasi-totalité de son tracé, hormis sur le pont de Saint-Nazaire qu'elle emprunte et qui ne possède que trois voies de circulation, et à partir de l'échangeur avec la D751 (Pornic) en direction des Moutiers-en-Retz, tronçon à 2×1 voie.

## Communes traversées par la RD 213
- Guérande
- La Baule-Escoublac
- Pornichet
- Saint-Nazaire
- Trignac
- Saint-Brevin-les-Pins
- Saint-Michel-Chef-Chef
- Pornic
- La Bernerie-en-Retz
- Les Moutiers-en-Retz
- Bourgneuf-en-Retz
- Fresnay-en-Retz
- Machecoul-Saint-Même

## Tracé de la Route Bleue
La route bleue commence au nord de Guérande au croisement de la D774 (en provenance de Vannes et Herbignac) et la D233 (en provenance de Mesquer et Saint-Molf). La route utilise la D99E pour contourner Guérande par l'est.
- Carrefour giratoire entre D99 (Guérande), D774 (Le Croisic), D213 et D92 (La Baule) à Guérande +   jusqu'au Pont de Saint-Nazaire +  jusqu'à  Brais - D392 : Fin de la D99E et début de la D213.
- Le Haut-Bissin
- Kerquessaud - D192 : La Baule-centre
- La Croix Brény - D127 : La Baule-Escoublac
- Brais - D392 : Pornichet, Saint-André-des-Eaux +  jusqu'au pont de Saint-Nazaire
- Saint-Nazaire-ouest - D492 : Saint-Nazaire-ouest
- Lesnais : Saint-Nazaire-centre (de et vers Guérande)
- Trefféac : Zone commerciale
- Échangeur entre D213 et N171: Nantes, Vannes, Rennes, Savenay, Pontchâteau, Trignac, Montoir-de-Bretagne
- Bellevue - D971 : Saint-Nazaire-est, aéroport de Saint-Nazaire - Montoir (de et vers Guérande)
- Port de Saint-Nazaire - D100
- Pont de Saint-Nazaire (portion en 2+1 voies sans séparateur central, cela peut varier en fonction de la zone expérimentale)
- sur 6,5 km
- Saint-Brévin-nord - D277 : Saint-Brévins-les-Pins-nord, Paimboeuf, Corsept, Saint-Viaud +
- La Prinais (de et vers Pornic)
- Intersestion avec le chemin du Plessis et la rue Albert Chassagne
- Saint-Brévin-les-Pins - D77 : Saint-Brevin-les-Pins
- Saint-Brévin-l'Océan - D5 : Saint-Père-en-Retz, Nantes, Chauvé
- Aire de service Total (sens Guérande-Pornic)
- Les Rochelets - D96 : Saint-Brévin-sud
- Avenue du 8 mai 1945, traversée du lieu-dit Le Menhir à Saint-Brévin-les-Pins +    sur 12 km
- Intersections du Boivre et de la Pierre Levée
- La Roussellerie
- Intersection du Grohaud
- Saint-Michel-Chef-Chef - D78 : Saint-Michel-Chef-Chef, Saint-Père-en-Retz
- Le Haut-Village - D96 : La Plaine-sur-Mer, Préfailles
- 8 intersections
- La Janvrie - D286 : Pornic-ouest, Sainte-Marie-sur-Mer, La Plaine-sur-Mer, Préfailles
- Aire de service Total (sens Pornic-Guérande)
- Val Saint-Martin - D86 : Pornic-centre, Saint-Père-en-Retz, Chauvé
- Les Gentelleries - D751 : Pornic, Le Clion-sur-Mer, Arthon-en-Retz, Nantes
- Fin de la 2x2 voies +
- La Briquerie - D97 : Le Clion-sur-Mer, Arthon-en-Retz, La Bernerie-en-Retz
- Intersection avec la D13, fin de la D213, suite avec la D13
- Le Poteau - D66 : La Bernerie-en-Retz, Arthon en Retz
- La Sennetière: ZA-La Bernerie, Les Moutiers-en-Retz
- Prigny - D67: Les Moutiers-en-Retz
- Carrefour giratoire entre D13 et voirie locale : giratoires des Puymains et Moulin Saint-Laurent
- Carrefour giratoire entre D13 et D758 (Noirmoutier et Les Sables d'Olonne ou Nantes et Planète Sauvage) : giratoire de la Corderie, entrée dans Bourgneuf-en-Retz